# Araneus digitatus
Araneus digitatus es una especie de araña del género Araneus, tribu Araneini, familia Araneidae. Fue descrita científicamente por Liu, Irfan, Yang & Peng en 2019.
Se distribuye por China. Mide aproximadamente 5 milímetros de longitud, caparazón amarillento con bandas laterales marrones.